# Catch Me If You Can
Catch Me If You Can er en amerikansk spillefilm fra 2002, hvor handlingen forgår i 1960'erne. Filmen blev instrueret af Steven Spielberg, skrevet af Jeff Nathanson, løst baseret på bogen af Frank Abagnale jr. og Stan Redding.
Filmen er inspireret af den sande historie om Frank Abagnale jr., som er den yngste nogensinde, der er havnet i FBIs «Mest eftersøgte»-liste, men afviger fra flere reelle hændelser som beskrives i bogen.
Frank William Abagnale jr. er søn af Frank William Abagnale og Paula Abagnale. Paula Abagnale blev født i Montrichard, Frankrig.

## Taglines
- The true story of a real fake.
- Frank didn't go to flight school...Frank didn't go to medical school...Frank didn't go to law school...because Frank's still in high school!
- Catch them this christmas.

## Handlingen
Frank W. Abagnale jr. (DiCaprio) er en svindler, der før sin 21-års fødselsdag formår at arbejde som læge, advokat, co-pilot og professor. Han anskaffer sig til over 2,5 millioner USD med falske checks, mens han stadig går på high school (Gymnasiet). FBI-agenten Carl Hanratty (Hanks) tager jagten op på ham for at stille svindleren for retten.

## Priser
Filmen blev nomineret til en Oscar for Bedste originalmusik og Bedste mandlige birolle.

## Rolleliste
| Skuespiller        | Rolle                        |
| ------------------ | ---------------------------- |
| Leonardo DiCaprio  | Frank William Abagnale jr.   |
| Tom Hanks          | Carl Handratty               |
| Christopher Walken | Frank William Abagnale (far) |
| Martin Sheen       | Roger Strong                 |
| Nathalie Baye      | Paula Abagnale, Franks mor   |
| Amy Adams          | Brenda Strong                |
| James Brolin       | Jack Barnes                  |
| Jennifer Garner    | Cheryl Ann                   |

## Forholdet til bogen
Uanset det uholdbare i at sammenligne en fortælling på 300 sider nedskrevet af Stan Redding, -baseret på Abagnales hukommelse- med et filmmanuskript på 90 sider (hvoraf halvdelen er scenebeskrivelser),- bør det fremhæves at et filmmanuskript må gøre sammendrag og fokuseringer på enkeltheder.
Sammenlignet med de beskrevne hændelser  i Abagnales bog, kan filmen beskrives som «løst baseret på virkelige hændelser».
En af hans udskejelser som bliver vist i filmen, hvor han forfalsker checks i Frankrig, viser Abagnale som indleverer checkene selv.
I virkeligheden fik han faren til en af sine kærester til at trykke checkene. Faren ejede et trykkeri, men viste ikke at han trykte ulovlige dokumenter. Abagnale havde givet ham en prøve på en ægte Pan Am-løncheck og manden trykte flere af dem, med forskellige numre. Ellers var de helt identiske med den originale løncheck. Abagnale fortalte ham at Pan Am vurderede at bytte checkskrivere og ønskede nogle prøver. «Prøverne» han udstyrede Abagnale med omfattede 10.000 checks. Siden han ikke havde mulighed for at benytte så mange checks, beholdt Abagnale en lille del og skaffede sig af med resten.
Filmen dramatiserer også arrestationen af Abagnale i Frankrig. Filmen viser denne hændelse med mange politifolk og politibiler som kommer tilsyneladende uforvarende mod Abagnale. Det franske politi bliver fremstillet som meget begejstret og klar til at skyde Abagnale hvis han skulle yde modstand, og FBI-agenten er tilstede for at overtale ham til at overgive sig. I virkeligheden blev Abagnale arresteret på en fransk flyveplads af to politimænd. Selv om han prøvede at narre sig ud af det, blev han arresteret uden dramatik.
I filmen bliver Abagnale træt af sine 8-4-job efter han bliver løsladt fra fængslet, og tager ud på et nyt eventyr. Der findes ikke noget bevis for dette i bogen (bogen slutter fx Abagnale bliver fanget af FBI efter at være blevet deporteret fra Sverige tilbage til USA). Det skete antagelig ikke i bogen, men er en ny forandring fortaget af filmskaberne. 
Forholdet mellem Abagnale og FBI-agenten i filmen er ikke beskrevet i bogen. Bogen afslører ikke nogen forbindelser til nogen agent i det hele taget.

## Film og andre arbejder med samme navn/om samme historie
- 1959 – Sort/hvid-krimdrama.
- 1965 – Broadway-komedie skrevet af Willie Gilbert og Jack Weinstock, baseret på et fransk stykke af Robert Thomas, med Tom Bosley og Dan Dailey i hovedrollerne.
- 1989 – En film om high school-elever og ulovlig gambling, instrueret af Stephen Sommers.
- 1998 – En film om et barn, der finder stjålne penge, instrueret af Jeffrey Reiner. (Også udgivet under navnene Deadly Game og Hide and Seek.)
- Catch 'em If You Can – En Simpsons-episode som første gang blev vist 25. april 2004. Simpson-børnene jager forældrene rundt i landet, fra en turistby til en anden. Dette parodierer også filmens titelscene lanceret i 2002.